# Grizzly Man
Grizzly Man är en amerikansk dokumentärfilm från 2005 i regi av Werner Herzog, som handlar om björnentusiasten Timothy Treadwells liv och död.
Filmen innehåller Treadwells egna filminspelningar av möten med grizzlybjörnar innan han och hans flickvän dödades och delvis blev uppätna av en björn år 2003, men också intervjuer med personer som kände Treadwell eller var involverade i hans liv med björnarna. Filmerna han spelade in hittades senare och den slutliga filmen samproducerades av Discovery Docs och Lions Gate Entertainment. Filmmusiken är gjord av den brittiska sångaren och gitarristen Richard Thompson och filmen avslutas med Bob McDills Coyotes framförd av Don Edwards.

## Bakgrund
Timothy Treadwell tillbringade tretton somrar i Katmai nationalpark i Alaska. Efter att ha varit där var han övertygad om att han var betrodd bland björnarna, som lät honom närma sig dem, och ibland även röra vid dem. Treadwell varnades upprepade gånger av parkskötarna att hans samröre med björnarna var osäkert för både honom själv och björnarna. Treadwell filmade sin tid där och använde filmen för att uppmärksamma de problem som björnar i Nordamerika möter.
År 2003, i slutet på sitt trettonde besök anfölls och dödades han och hans flickvän Amie Huguenard av en björn, kameran var på men det hände så plötsligt att de inte hade hunnit dra av kameralinsen så en ljudinspelning finns där man får höra de sista minuterna av deras liv när de dödas av björnen. Sedan hade detta band lyssnats av en del och till slut föreslog man att det skulle förstöras. De som lyssnat på bandet har beskrivit det men man har inte spelat upp det i filmen.

## Handling
För Grizzly Man använde Herzog sekvenser tagna från de över 100 timmarna inspelat material som Treadwell filmat under sina fem sista år med björnarna. Han använde även intervjuer med Treadwells familj och vänner, likväl som björn- och naturexperter. Herzog berättar också i filmen, och framför sina egna tolkningar av händelsen. I sitt berättande, framställer han Treadwell som en besvärad man som kan ha haft en dödslängtan i den sista tiden av sitt liv, men vägrar att döma honom för det.
Filmen refererar till en ljudinspelning av den dödliga attacken, inspelad av Treadwells videokamera. Även om det visas när Herzog lyssnar på den i hörlurar, tydligt besvärad, så spelas den inte upp i filmen. I själva verket uppmanar han ägaren till bandet, Jewel Palovak, en före detta flickvän till Treadwell som hade kvar bandet utan att ha lyssnat på det, att förstöra det.

## Utgivning
Grizzly Man hade premiär vid Sundance Film Festival den 24 januari 2005. Den visades på biografer från 12 augusti 2005 och släpptes på DVD i USA den 26 december 2005. Discovery Channel sände Grizzly Man i TV den 3 februari 2006. I kanalens tre timmar långa presentation av filmen visades också ett 30 minuter långt specialprogram, som grävde djupare i Treadwells relationer med björnarna och tog upp kontroverser kring filmen. DVD-utgåvan av filmen saknar en intervju med Treadwell av David Letterman som visades i den ursprungliga biografversionen, där Letterman skämtar om att Treadwell till slut kommer att bli uppäten av en björn. De versioner som visats i TV på Discovery Channel och Animal Planet behåller båda denna scen.